# Nilson Sguarezi
Nilson Romeu Sguarezi (Lagoa Vermelha, 28 de outubro de 1940) é um advogado e político brasileiro filiado ao Partido do Movimento Democrático Brasileiro (PMDB).
Nascido em Lagoa Vermelha, no Rio Grande do Sul, sendo filho de Frederico Sguarezi e Irene Fagion Sguarezi. Formado em bacharel em Ciências Jurídicas e Sociais pela Universidade Federal do Paraná (UFPR), dedicando-se à advogacia. Foi vereador de 1969 a 1973 da Câmara Municipal de Pato Branco, no sudoeste do Paraná. Foi eleito deputado estadual, participando das Comissões de Constituição e Justiça; Polícia; Instrução Pública; Meio Ambiente e Redação. Foi líder do PMDB e do governo na Assembleia Legislativa do estado do Paraná (ALEP). Chegou a ser presidente da ALEP de 1985 a 1987. Nas eleições de 1986 foi eleito deputado federal (Constituinte), tomando posse em 1º de fevereiro de 1987, mandato que desempenhou até 1991.
Foi ainda professor de Direito Penal da Pontifícia Universidade Católica do Paraná (PUC-PR).